# Julie Hanta Razafimanahaka
Julie Hanta Razafimanahaka es una bióloga conservacionista malgache. Ha sido directora de Madagasikara Voakajy, una organización conservacionista sin fines de lucro que opera en el este de Madagascar, desde 2011.   Comenzó su carrera como investigadora de murciélagos, de 2004 a 2007.  En 2015, el Congreso Internacional de Biología de la Conservación le otorgó el Premio Mujeres Jóvenes en la Conservación. 

## Biografía
Julie Hanta Razafimanahaka se interesó por primera vez en la conservación a los 13 años, mientras acampaba en el Parque Nacional Andasibe y se encontró con los lémures Indris .  Ella dice de la experiencia: "Me encantó la canción del Indri. Esto realmente me inspiró y estaba en el fondo de mi mente mientras continuaba mis estudios". Comenzó su trabajo en Madagasikara Voakajy en 2003 como pasante, mientras estudiaba en la Universidad de Antananarivo en el Departamento de Agua y Bosques. Mientras estuvo allí, viajó al Parque Nacional Tsingy de Bemaraha para estudiar Triaenops menamena, una especie de murciélago endémica de Madagascar. Luego obtuvo una Maestría en Ciencias en Ecología Aplicada y Conservación de la Universidad de East Anglia .  Continuó ascendiendo en las filas de Madagasikara Voakajy como líder de proyecto, gerente de proyecto y finalmente se convirtió en directora de la organización en 2011.  Allí, ayuda a negociar acuerdos entre entidades gubernamentales, empresas y comunidades locales para crear áreas de conservación administradas localmente y proteger especies en peligro de extinción.  Como parte de estos esfuerzos, viaja a las aldeas locales para educar a la gente sobre las iniciativas de conservación, centrándose en el papel que pueden tener las mujeres en el apoyo a los esfuerzos de conservación locales. Ella dice de su trabajo: "En mi opinión, a los malgaches todavía les gustaría conservar la biodiversidad de Madagascar y entender las razones por las que necesitan hacerlo, pero la mayoría de nosotros estamos bastante desesperados preguntándonos si eso sería factible. Es por eso que organizaciones como Madagasikara Voakajy tiene que dar un paso adelante, inspirar y demostrar que esto es posible". 

## Premios y Distinciones
Julie Hanta Razafimanahaka ha recibido numerosos premios y distinciones. En 2007, mientras estaba en la Universidad de East Anglia, el Departamento de Medio Ambiente, Alimentación y Asuntos Rurales del Gobierno del Reino Unido la reconoció como una de las científicas conservacionistas más prometedoras de Madagascar y recibió financiación para su maestría a través de la subvención de la Iniciativa Darwin.  En 2011, a Julie le ofrecieron un lugar en el programa Kinship Conservation Fellows, donde continuó su trabajo en el comercio sostenible de especies endémicas de Madagascar occidental. En 2014, recibió el Premio Marsh al Liderazgo en Conservación Terrestre y, en agosto de 2015, recibió el prestigioso Premio de Biología de la Conservación para Mujeres Jóvenes de la Sociedad de Biología de la Conservación.  Ha sido invitada a hablar en varios eventos importantes como la Bat Summit en Kenia, organizada por Bat Conservation International .

## Publicaciones
Julie Hanta Razafimanahaka ha publicado varios artículos en el campo de la biología de la conservación.
- AF Kofoky, D. Andriafidison, FH Ratrimomanarivo, HJ Razafimanahaka, D. Rakotondravony, PA Racey y RKB Jenkins, « », Biodiversidad y Conservación, vol. 16, 2007, pág. 1039-1053
- N. Piludu, N. Dubos, HJ Razafimanahaka, P. Razafindraibe, CJ Randrianantoandro y RKB Jenkins. "Distribución, amenazas y conservación de un anfibio en peligro crítico (Mantella aurantiaca) en el este de Madagascar", Notas de herpetología, vol. 8, 2015, pág. 119-123.
- Jenkins, Richard KB, Aidan Keane, Andrinajoro R. Rakotoarivelo, Victor Rakotomboavonjy, Felicien H. Randrianandrianina, H. Julie Razafimanahaka, Sylvain R. Ralaiarimalala y Julia PG Jones. "El análisis de los patrones de consumo de carne de animales silvestres revela una extensa explotación de especies protegidas en el este de Madagascar." PloS uno 6, no. 12 (2011).
- Razafimanahaka, Julie H., Richard KB Jenkins, Daudet Andriafidison, Félicien Randrianandrianina, Victor Rakotomboavonjy, Aidan Keane y Julia PG Jones. "Un nuevo enfoque para cuantificar el consumo ilegal de carne de animales silvestres revela un alto consumo de especies protegidas en Madagascar". Orix 46, núm. 4 (2012): 584–592.
- Rakotomamonjy, SN, JPG Jones, JH Razafimanahaka, B. Ramamonjisoa y SJ Williams. "Los efectos de la educación ambiental en el conocimiento y las actitudes de los niños y los padres hacia los lémures en las zonas rurales de Madagascar". Conservación Animal 18, no. 2 (2015): 157–166.
- Kofoky, Amyot, Daudet Andriafidison, Fanja Ratrimomanarivo, H. Julie Razafimanahaka, Daniel Rakotondravony, Paul A. Racey y Richard KB Jenkins. "Uso del hábitat, selección de refugios y conservación de murciélagos en el Parque Nacional Tsingy de Bemaraha, Madagascar". En Conservación de vertebrados y biodiversidad, págs. 213–227. Springer, Dordrecht, 2006.
- Rakotoarivelo, Andrinajoro R., Julie H. Razafimanahaka, Sahondra Rabesihanaka, Julia PG Jones y Richard KB Jenkins. "Lois et règlements sur la faune sauvage à Madagascar: Progrès accomplis et besoins du futur". Conservación y Desarrollo de Madagascar 6, no. 1 (2011).
- St John, F., Daniel Brockington, Nils Bunnefeld, Rosaleen Duffy, Katherine Homewood, Julia PG Jones, A. Keane, Eleanor J. Milner-Gulland, Ana Nuno y J. Razafimanahaka. "Ética de la investigación: garantizar el anonimato a nivel individual puede no ser suficiente para proteger a los participantes de la investigación de cualquier daño". (2016).